# 富拉季夫卡
46°23′35″N 29°27′33″E / 46.39306°N 29.45917°E
富拉蒂夫卡（烏克蘭語：Фуратівка）是位於烏克蘭西南部的村莊，由敖德萨州裡比爾霍羅德-德涅斯特羅夫斯基區的彼得羅巴甫利夫卡市鎮負責管轄。該村始建於1908年，面積0.4平方公里，海拔高度78米，2001年人口234，人口密度每平方公里585人。